# Lubiń (gmina)
Lubiń – dawna gmina wiejska istniejąca w latach 1934–1938 w woj. poznańskim (dzisiejsze woj. wielkopolskie). Siedzibą władz gminy był Lubiń.
Gmina zbiorowa Lubiń została utworzona 1 sierpnia 1934 roku w powiecie kościańskim w woj. poznańskim z dotychczasowych jednostkowych gmin wiejskich: Bielewo, Bieżyn, Cichowo, Gierłachowo, Jerka, Lubiń, Łagowo, Mościszki, Nowydwór, Zbęchy i Żelazno (oraz z obszarów dworskich położonych na tych terenach lecz nie wchodzących w skład gmin). 
Jednostka została zniesiona 1 kwietnia 1938 roku, a jej obszar włączono do gminy Krzywiń.